# グイマル
グイマル（スペイン語: Güímar, スペイン語発音: [ˈgwimar]）は、スペイン・カナリア諸島州サンタ・クルス・デ・テネリフェ県のムニシピオ（基礎自治体）。カナリア諸島のテネリフェ島東岸にある。

## 地理

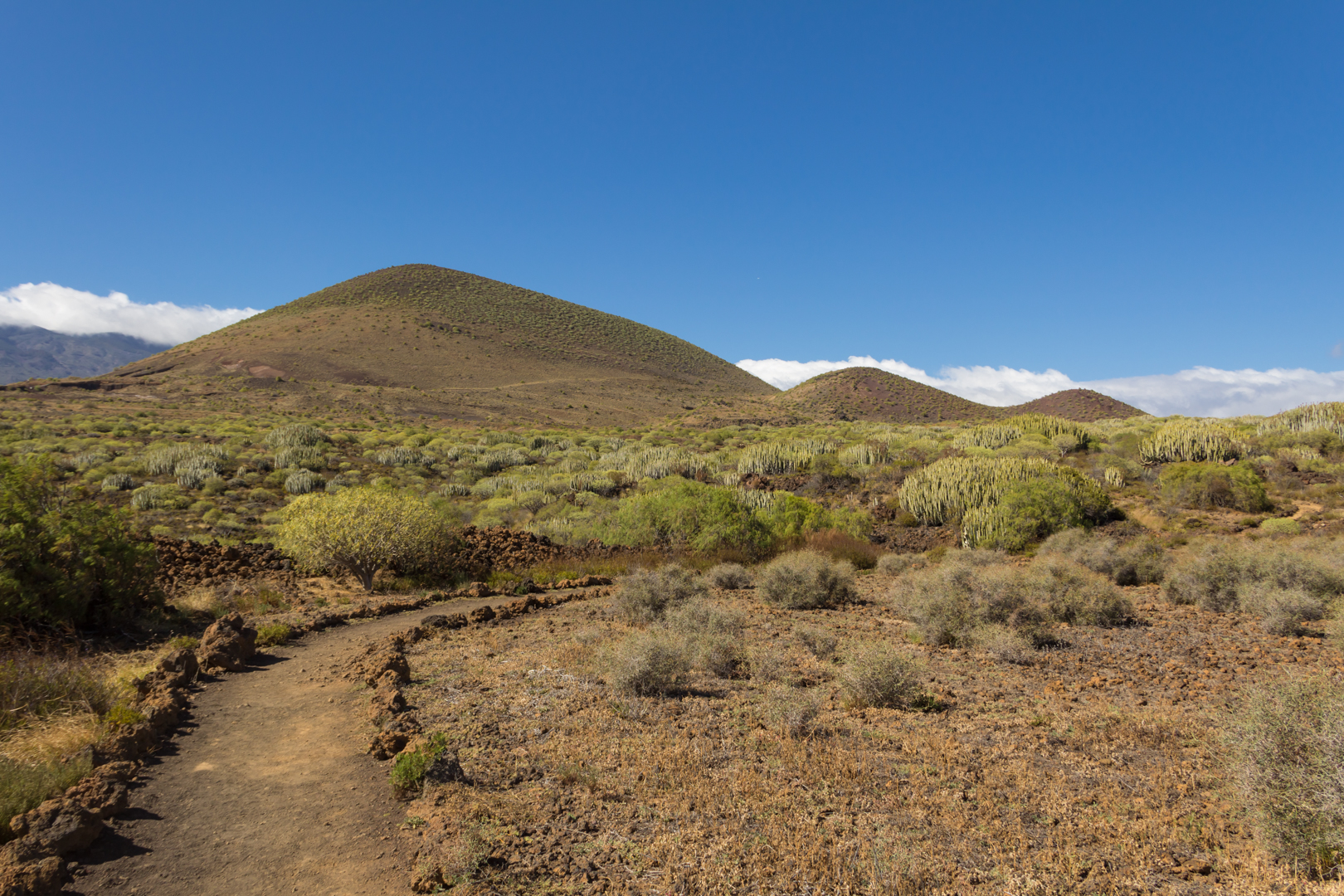
グイマル悪地自然保護区

面積は102.9km2。2015年の人口は19,006人。自治体域は大西洋岸から内陸部の山地まで広がっており、自治体名と同名の中心集落の標高は289メートルである。2013年時点では18,589人の自治体人口のうち、12,508人が中心集落に住んでいた。ラ・オロタバ、アラフォ、ファスニアと自治体境界を接している。
テネリフェ島北東岸のサンタ・クルス・デ・テネリフェから時計回りにテネリフェ島を半周する道路のTF-1号線は、グイマルの沿岸部を通っている。TF-1号線のすぐ東側（海側）には火山円錐丘を有するグイマル悪地自然保護区があり、その最高標高地点は大山（スペイン語: Montaña Grande）と呼ばれている。

## 歴史

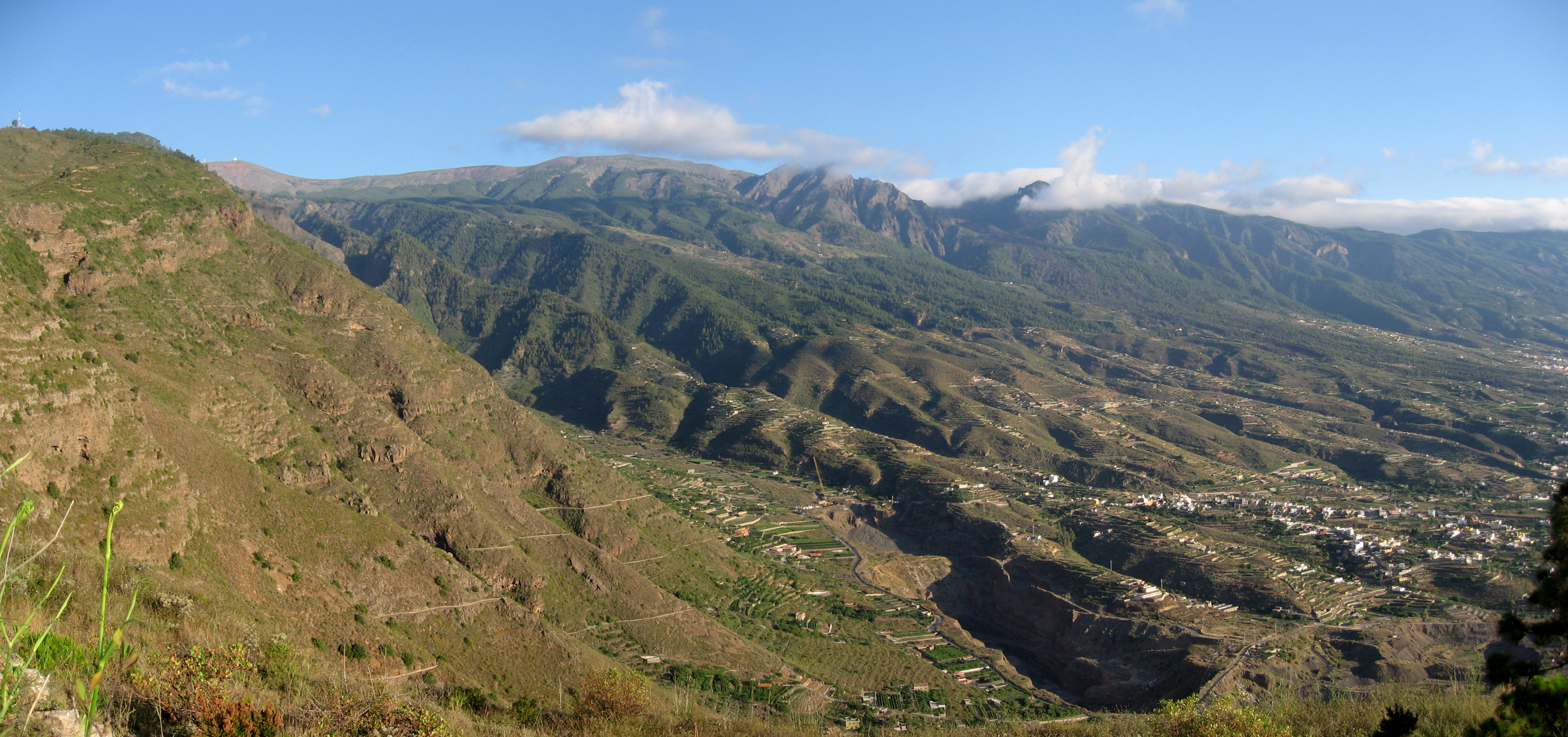
バダホス峡谷

建築年代が定かでないグイマーのピラミッドは、中心集落から約1キロメートル北にある。ノルウェー人人類学者であり探検家のトール・ヘイエルダールは1991年にグイマーのピラミッドを調査し、この構築物が無作為な石積みではなく何らかの意思によって築かれたピラミッドであると主張した。
中心集落の南西にはシエテ・ロマス自然保護区があり、カスティーリャ人征服者のフアン・デ・バダホスに因むバダホス峡谷がある。バダホス峡谷に残る先史時代の遺跡からは、グアンチェ族の活動が証明されている。多くの人々は渓谷に異常な現象が起きていると主張している。
1390年にカンデラリアの聖母が「出現」したのはグイマルであり、グイマルはカナリア諸島のキリスト教化に重要な役割を果たした。スペイン人がテネリフェ島に到達した時、グイマルはグアンチェ族が支配していたテネリフェ島に9ある地区のひとつであり、現在の自治体域よりも広大な面積を占めていた。1494年から1496年にかけて、テネリフェ島はコンキスタドールのアロンソ・フェルナンデス・デ・ルーゴによって征服された。

## 人口
| グイマルの人口推移 1768－2010                           |
|                                                         |
| 出典:INE（スペイン国立統計局）1900年 - 1991年、1996年 - |

## 政治
| 任期      | 首長名                                                                            | 政党                                              |
| --------- | --------------------------------------------------------------------------------- | ------------------------------------------------- |
| 1979–1983 | ペドロ・ゲーラ・カブレラ                                                          | スペイン社会労働党(PSOE)                          |
| 1983–1987 | ペドロ・ゲーラ・カブレラ(-1986) Víctor Ángel Pérez Rodríguez(1986-)               | スペイン社会労働党(PSOE) スペイン社会労働党(PSOE) |
| 1987–1991 | Víctor Ángel Pérez Rodríguez                                                      | スペイン社会労働党(PSOE)                          |
| 1991–1995 | Víctor Ángel Pérez Rodríguez(-1992) Gumersindo Rigoberto González González(1992-) | スペイン社会労働党(PSOE) スペイン社会労働党(PSOE) |
| 1995–1999 | Gumersindo Rigoberto González González(-1996) Vicenta Díaz Sáez(1996-)            | スペイン社会労働党(PSOE) 国民党(PP)               |
| 1999–2003 | Gumersindo Rigoberto González González                                            | スペイン社会労働党(PSOE)                          |
| 2003–2007 | Vicenta Díaz Sáez                                                                 | 国民党(PP)                                        |
| 2007–2011 | Rafael Yanes Mesa                                                                 | スペイン社会労働党(PSOE)                          |
| 2011–2015 | Rafael Yanes Mesa(-2013) Carmen Luisa Castro Dorta(2013-)                         | スペイン社会労働党(PSOE) 国民党(PP)               |
| 2015–2019 | Carmen Luisa Castro Dorta                                                         | 国民党(PP)                                        |
| 2019–2023 | n/d                                                                               | n/d                                               |
| 2023–     | n/d                                                                               | n/d                                               |

## 出身者
- ドミンゴ・ペレス・カサレス（英語版）(1892-1961) : 聖職者。第8代サン・クリストバル・デ・ラ・ラグーナ教区（英語版）司教。
- ペドロ・ゲーラ・カブレラ（英語版）(1937-1991) : 法曹・著作家・政治家。民主化後初のグイマル市長。ペドロ・ゲーラの父親。
- カルラ・アントネッリ（英語版）(1959-) : 女優・LGBT人権活動家。
- ラウレアーノ・マルケス（英語版）(1963-) : 政治科学者。
- ペドロ・ゲーラ（英語版）(1966-) : シンガーソングライター。ペドロ・ゲーラ・カブレラの息子。

## 姉妹都市
- カンデラリア : テネリフェ島
- アラフォ（英語版） : テネリフェ島
- タコロンテ（英語版） : テネリフェ島